# Hi Maka Loli
Hi Maka Loli ist eine historische Befestigungsanlage im osttimoresischen Suco Tutuala (Gemeinde Lautém). Im Portugiesischen werden solche Anlagen als Tranqueira (deutsch Deckung, Verschanzung) bezeichnet.
Die Anlage befindet sich südöstlich des Ortes Tutuala auf einem markanten spitzen Hügel mit steilen Klippen. Von den Befestigungen sind noch Mauerreste und ein beschädigtes Steintor vorhanden. Der Innenraum ist zweigeteilt. Zahlreiche alte Gräber mit vorchristlichen Grabsteinen (na otu) finden sich hier. Noch heute werden hier Opfergaben für die Ahnen abgelegt. Auf dem Boden verstreut finden sich Überreste von Porzellan- und Handwerksgegenständen. Erhöhte Sitzsteine stehen um einen Zeremonialplatz (Fataluku: sepu). Hi Maka Loli gehört zum Clan (ratu) der Vacumura, der hier einst lebte. Die Anlage gilt als erste Siedlung des Clans, nachdem sie auf Timor landeten. Vom João Praia („Strand des Johannes“) an der Nordküste von Tutuala aus betrieben die Vacumura Handel mit anderen Inseln. Als der Clan immer größer wurde und die Region überbevölkert war, wanderten die Vacumura nach Westen in Richtung von Lospalos ab und zerstreuten sich.